# Lopádio
Lopádio (em latim: Lopadium; em grego: Λοπάδιον; romaniz.: Lopádion), no turco moderno Ulubade/Uluabate, foi um assentamento e fortaleza bizantina na Mísia, no noroeste da Ásia Menor.

## História
Lopádio estava localizada às margens do rio Ríndaco. é mencionado pela primeira vez por Teodoro, o Estudita numa de suas cartas, como o local de um xenodóquio (caravançarai). No final do século XI, apareceu como uma cidade mercantil. A existência de uma ponte do século IV ligando o caminho entre Cízico sobre o mar de Mármara e o interior da Ásia Menor a fez um lugar de alguma relevância estratégica, especialmente nas guerras dos imperadores comnenos contra os turcos seljúcidas nos séculos XI-XII, durante os quais é melhor conhecida.
Aleixo I Comneno (r. 1081–1118) lutou contra os turcos nas cercanias, e em 1130, seu sucessor João II (r. 1118–1143) construiu lá uma grande fortaleza que tornou-se a base de suas campanhas contra o sultanato de Rum. Durante o mesmo período, Lopádio é atestada como um arcebispado. Em 1147, os contingentes franceses e germânicos participaram na Segunda Cruzada unidas em Lopádio.
Após a queda do Império Bizantino para a Quarta cruzada em 1204, a fortaleza foi brevemente ocupada pelo Império Latino, que a recuperou após a Batalha do Ríndaco em 1211 e a reteve até ca. 1220. Ela então retornou para o Império de Niceia e permaneceu nas mãos dos bizantinos até ser capturada pelos turcos otomanos em 1335.